# 大迫貞清

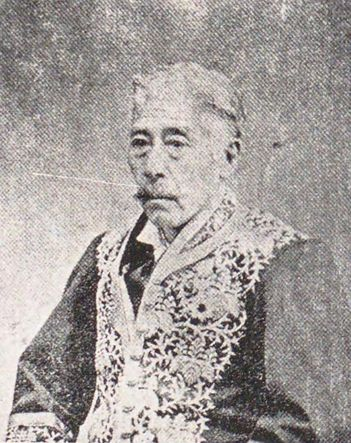
大迫貞清

大迫 貞清（おおさこ さだきよ、1825年6月22日（文政8年5月7日） - 1896年（明治29年）4月27日）は、幕末の薩摩藩士、明治の官僚・政治家。元老院議官、貴族院議員、子爵。

## 経歴
薩摩国鹿児島城下平之町に薩摩藩士・山之内立幹の四男として生まれ、大迫貞邦の養子となる。万延元年（1860年）から京都警備に従事。戊辰戦争では、二番遊撃隊隊長、そして東山道先鋒総督本営付として従軍した。
明治に入り薩摩藩の藩政改革に参政、権大参事として取り組む。明治5年（1872年）に陸軍少佐に任官し、中佐まで進み第1経営部司令官に就任。1874年（明治7年）1月に静岡県令に転じ、以後、文官として歩んだ。
1883年（明治16年）12月、警視総監に就任し、1885年（明治18年）12月、元老院議官を兼務した。1886年（明治19年）4月、初代の沖縄県知事（官選）となる。1887年（明治20年）4月に沖縄県知事を退任し、元老院議官に再任された。同年5月24日、戊辰戦争の功により子爵を叙爵した。
1890年 （明治23年）7月10月、貴族院子爵議員に選出され死去するまで在任した。1890年10月20日、錦鶏間祗候となる。1892年 （明治25年）11月、鹿児島県知事に就任し、1894年 （明治27年）1月に退任した。同年2月1日に再び錦鶏間祗候に任ぜられる。墓所は青山霊園(1ロ16-29)。

## 栄典
位階
- 1886年（明治19年）10月28日 - 従四位[5]
- 1889年（明治22年）11月5日 - 従三位[6]
- 1896年（明治29年）4月25日 - 正三位[7]

勲章等
- 1889年（明治22年）11月25日 - 大日本帝国憲法発布記念章[8]
- 1896年（明治29年）4月26日 - 勲二等瑞宝章[7]

## 親族
- 長男 大迫貞武（官僚・東宮侍従）